# Гіалхад
Гіалхад — (ірл. Gíallchad) — верховний король Ірландії (за середньовічною ірландською історичною традицією). Час правління: 786—777 до н. е. (згідно «Історії Ірландії» Джеффрі Кітінга) або 1023—1014 до н. е. згідно хроніки Чотирьох Майстрів. Син Айліля Олхайна (ірл. — Ailill Olcháin), онук Сірна Саеглаха (ірл. — Sírna Sáeglach). Прийшов до влади вбивши свого попередника — Еліма Олфінехта, що був сином вбивці його діда. Це відбулося в битві під Комарь Трі н-Ішке (ірл. — Comair Trí nUisce). Згідно переказів він взяв велику кількість заручників з васального королівства Мюнстер, що, очевидно, не хотіло коритися йому. Правив Ірландією протягом дев'яти років. Був вбитий сином Еліма — Артом Імлехом (ірл. — Art Imlech) в битві на рівнині Маг Муайде (ірл. — Mag Muaide). «Книга захоплень Ірландії» синхронізує його правління з часом правління царя Фраортеса Мідійського (665—633 до н. е.), що сумнівно.